# Djamileh

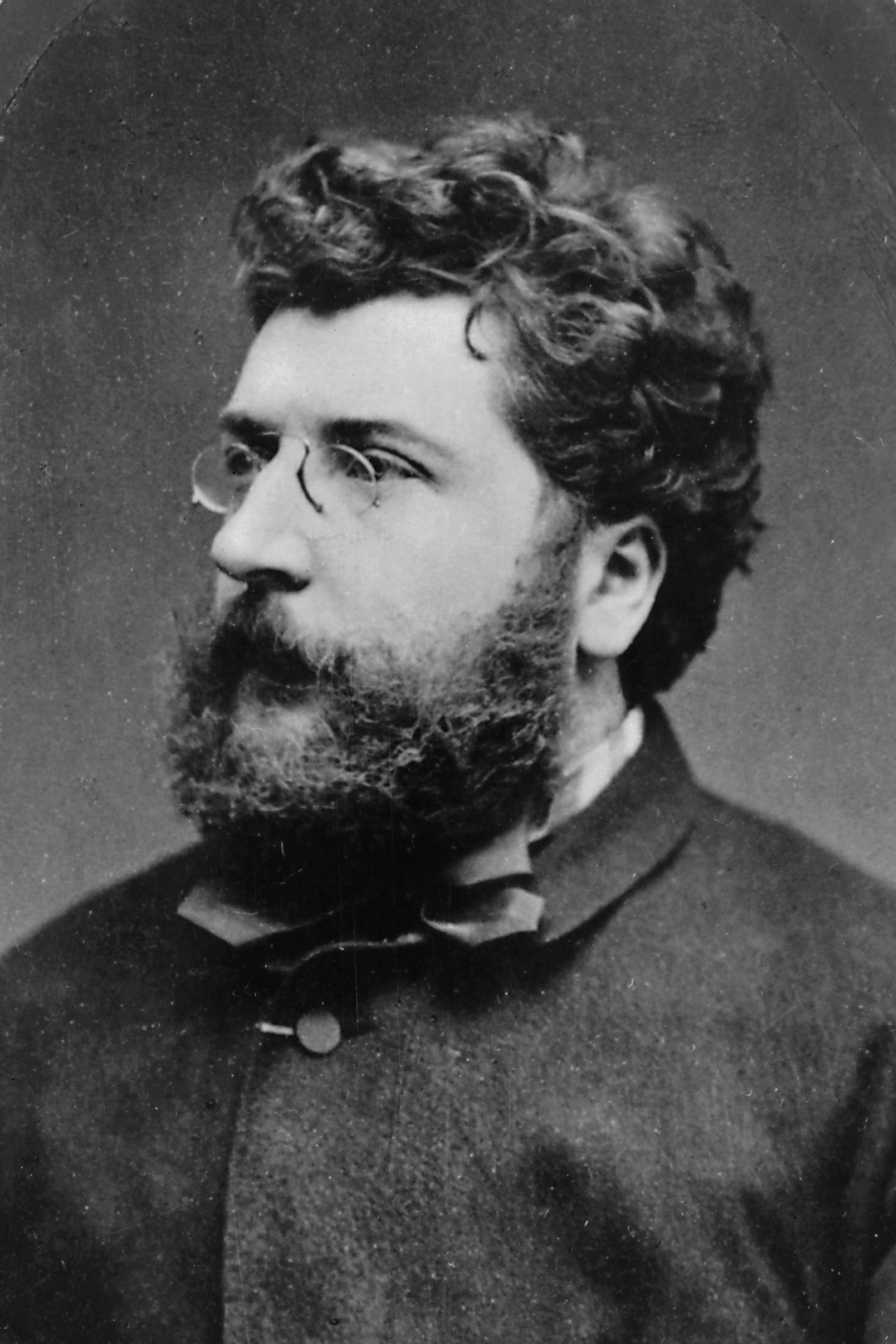
Georges Bizet

Djamileh is een opéra comique (komische opera), geschreven door Georges Bizet. Het libretto werd geschreven door Louis Gallet. Het verhaal is gebaseerd op Namouna van Alfred de Musset. De opera bestaat uit één bedrijf van ongeveer 65 minuten.
Djamileh ging in première op 22 mei 1872 in het Opéra-Comiquetheater in Parijs.

## Synopsis
Samenvatting. Het verhaal speelt zich af aan het hof van de kalief Haroen ar-Rashid. Harun is rijk en machtig en heeft alles wat hij maar kan wensen. Juist daarom is hij ongelukkig en verveelt hij zich. Hij laat een nieuwe slavin komen, en dat blijkt Djamileh te zijn. Djamileh wil dat Harun echt voor haar valt en haar niet slechts als de zoveelste slavin ziet en probeert in die ene nacht zijn hart te veroveren.

Plaats van handeling: Haroun’s paleis, in Caïro
Aan het eind van de dag leunt kalief Haroun in zijn paleis rokend acherover, met zijn dienaar Splendiano; achter het toneel zingt een koor. De slavin Djamileh passeert de kamer, ongezien door Haroun, hem teder aankijkend.
Splendiano kijkt de rekeningen van zijn meester na wanneer Haroun Splendiano vraagt waar Djamileh is; hem wordt verteld dat ze dichtbij is, nog steeds verliefd. Hij merkt op dat ze teleurgesteld zal zijn omdat haar maand als minnares van de sultan bijna voorbij is en ze zal worden vervangen. Haroun ontkent dat hij verliefd op haar is en eist dat ze wordt weggestuurd en dat een nieuw meisje wordt gebracht. Splendiano vertrouwt toe dat hij zich tot Djamileh voelt aangetrokken. Harouns hart is een woestijn: Hij houdt van geen vrouw, alleen van zichzelf. Dit geeft Splendiano de hoop dat hij Djamileh zal hebben.
Haroun vraagt om het avondeten te serveren. Djamileh komt binnen en vertelt hem over een nachtmerrie die ze had waarin ze verdronk in zee, op zoek naar hem zodat hij haar zou redden, maar er was niemand. Haroun, die zich bewust is van enige genegenheid voor haar, stelt haar gerust en het avondmaal wordt geserveerd.
Haroun biedt Djamileh een ketting aan. Zijn vrienden komen de nacht doorbrengen met dobbelen. Voordat Djamileh kan vertrekken wordt ze gezien door de mannen die hun bewondering uiten; Djamileh is gekwetst en verward, terwijl Splendiano er zeker van is dat hij zal slagen in zijn verovering. Hij legt aan Djamileh uit dat ze moet vertrekken en haar vrijheid moet herwinnen – en biedt zijn liefde aan. Ze stelt voor dat hij haar aan Haroun voorstelt, vermomd als de volgende slavin, en belooft dat als ze Harouns hart niet op die manier wint, ze zichzelf aan Splendiano zal geven. Alleen drukt ze haar bezorgdheid uit over haar lot en de kwetsbaarheid van de liefde.
Tot ergernis van Haroun onderbreekt Splendiano het gokken om te zeggen dat de slavenhandelaar een nieuw meisje heeft gebracht, die dan een almah danst; Haroun blijft onverschillig en keert terug naar het spel. Splendiano vraagt de koopman om de danser te vervangen door Djamileh, terwijl hij er zeker van is dat zij spoedig van hem zal zijn.
Djamileh komt in het kostuum van de danseres en, verlegen en nerveus, maakt aanstalten om weg te gaan. Haroun, wiens belangstelling nu is gewekt, stuurt Splendiano om zijn plaats aan de speeltafel in te nemen.
Djamileh huilt, maar Haroun troost haar. Als het maanlicht de kamer verlicht, herkent Haroun haar en begint te beseffen dat ze van hem houdt. Hij probeert zijn eigen gevoelens te weerstaan, maar uiteindelijk geeft hij toe. Splendiano heeft verloren.
La maison du docteur (1852) · Le docteur Miracle (1857) · Don Procopio (1859) · Les pêcheurs de perles (1863) · Ivan IV (1865) · La jolie fille de Perth (1867) · Djamileh (1872) · Carmen (1875) · Noé (voltooiing opera van Halévy) (1885)